# Civil
Civil er et begreb, der vedrører de borgere og forhold i et land, der ikke er tilknyttet de væbnede styrker. Når man taler om civile personer betyder det normalt, at de ikke er uniformeret. Ordet stamme fra det latinske ord civilis, der betyder borgerlig.